# NGC 7754
NGC 7754 (również PGC 72511) – galaktyka spiralna (Sa), znajdująca się w gwiazdozbiorze Wodnika. Odkrył ją Francis Leavenworth 28 listopada 1885 roku.